# 休斯敦独立学区

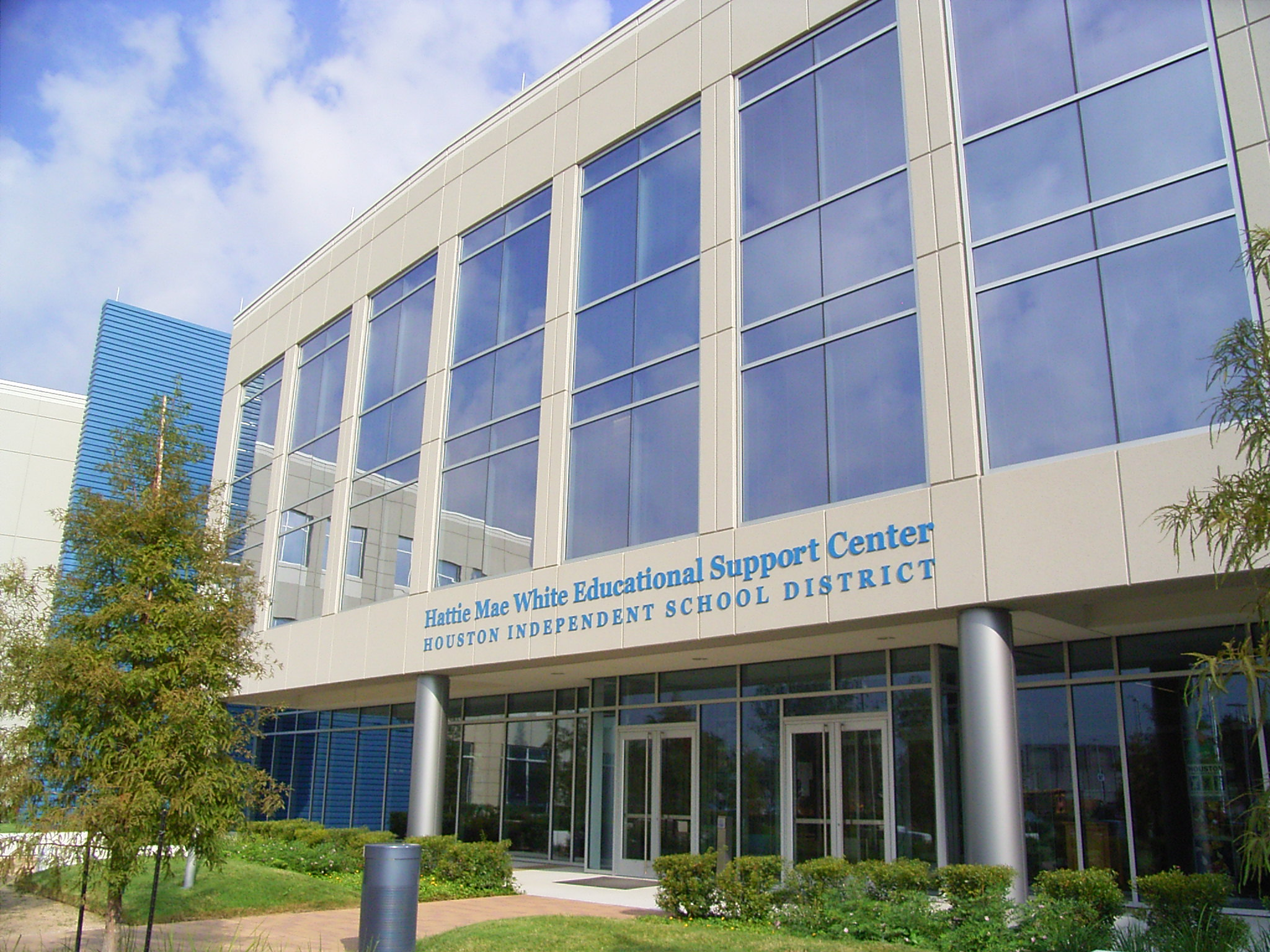
哈蒂·马·怀教育支持中心（Hattie Mae White Educational Support Center, HMWESC），HISD的总部

休士頓獨立學區(Houston Independent School District, HISD)是哈里斯縣的学区, 总部在休斯敦哈蒂·马·怀教育支持中心(Hattie Mae White Educational Support Center)。 HISD是最大得克萨斯州的学区。 HISD也是第7大美国的学区。 在2009年-2010年HISD有298个学校和202,773名学生。

## K-12
- T·H·罗杰斯学校

## 中学 (6-12)
- Sharpstown International School

## 高中

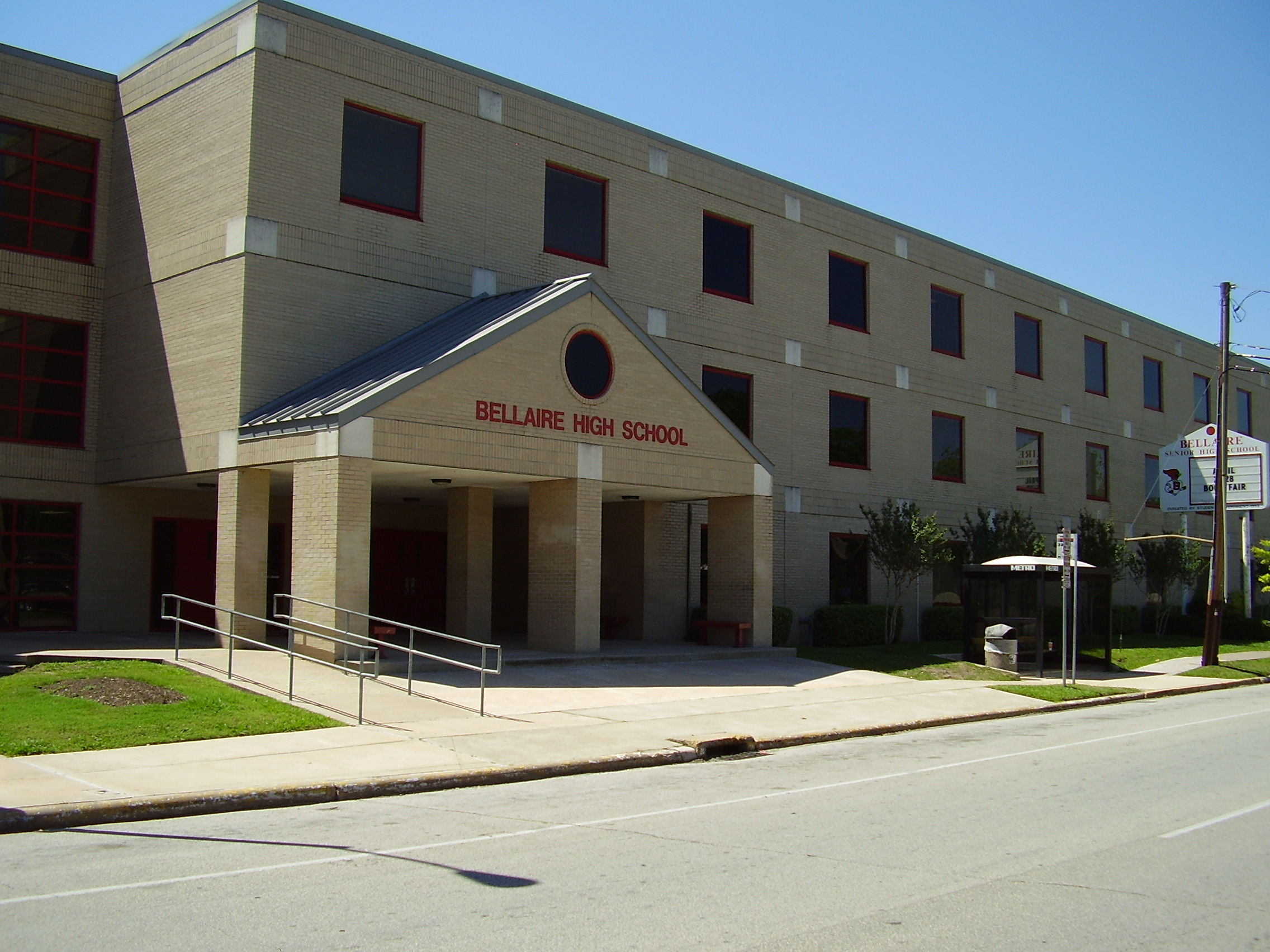
百利高中（德克萨斯） (Bellaire High School)

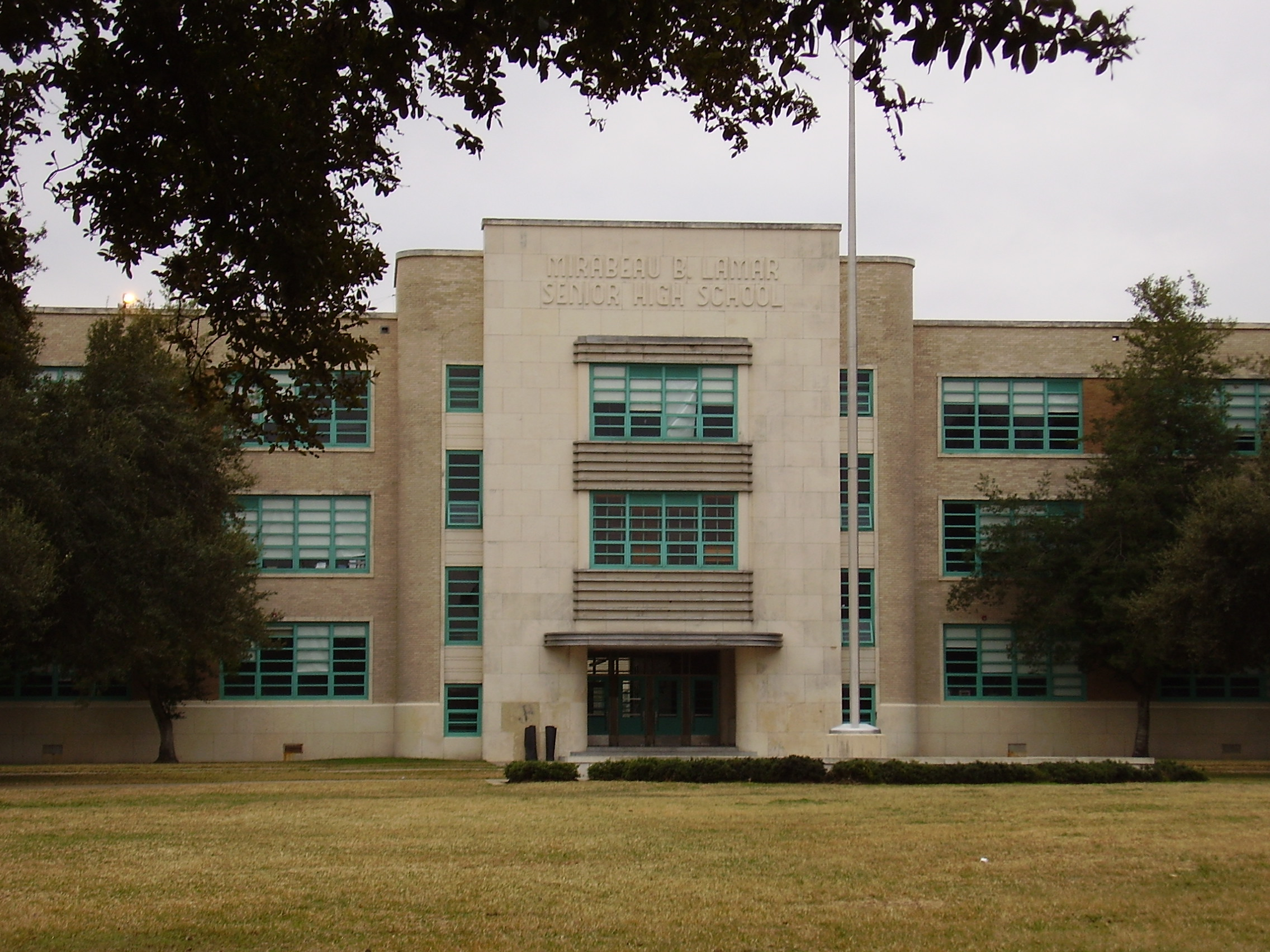
拉馬高中（休士顿） (Lamar High School)

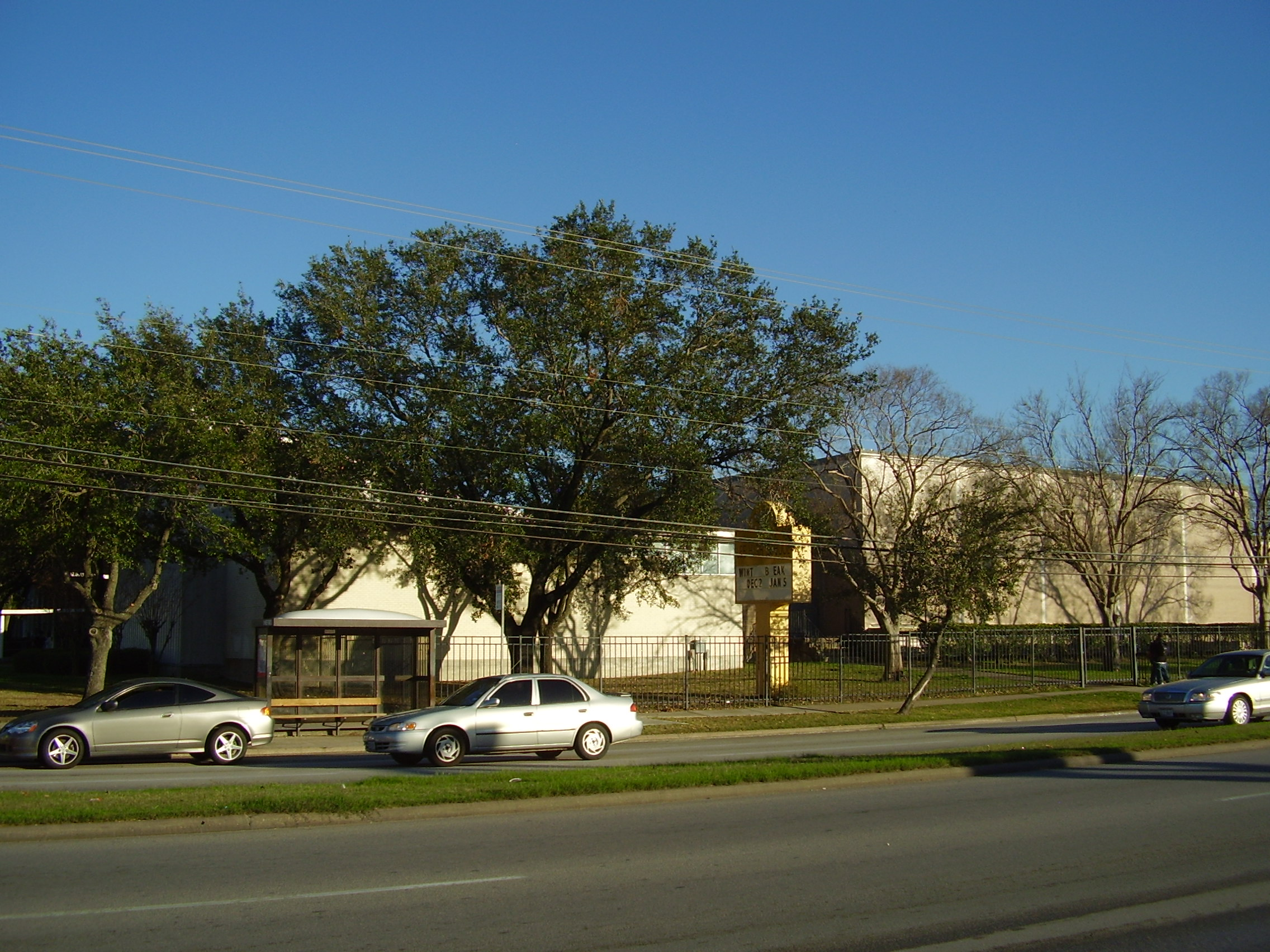
Margaret Long Wisdom High School

- Austin High School
- 百利高中（英语：Bellaire High School (Texas)） (Bellaire High School)
- Chávez High School
- Furr High School
- Heights High School - 旧名字：John H. Reagan（英语：John Henninger Reagan） High School
- Sam Houston Math, Science, and Technology Center（英语：Sam Houston Math, Science, and Technology Center）
- Kashmere High School
- 拉馬高中（英语：Lamar High School (Houston, Texas)） (Lamar High School)
- James Madison High School
- Milby High School
- Northside High School - 旧名字：Jefferson Davis (傑佛遜·戴維斯) High School
- North Forest High School
- Scarborough High School
- Sharpstown高中 (Sharpstown High School)
- Sterling High School
- Westside High School
- Wheatley High School
- Margaret Long Wisdom High School - 旧名字： 李高中 (Robert E. Lee (羅伯特·李) High School)
- Yates High School

旧高中:
- Jones High School

## 八年制學校

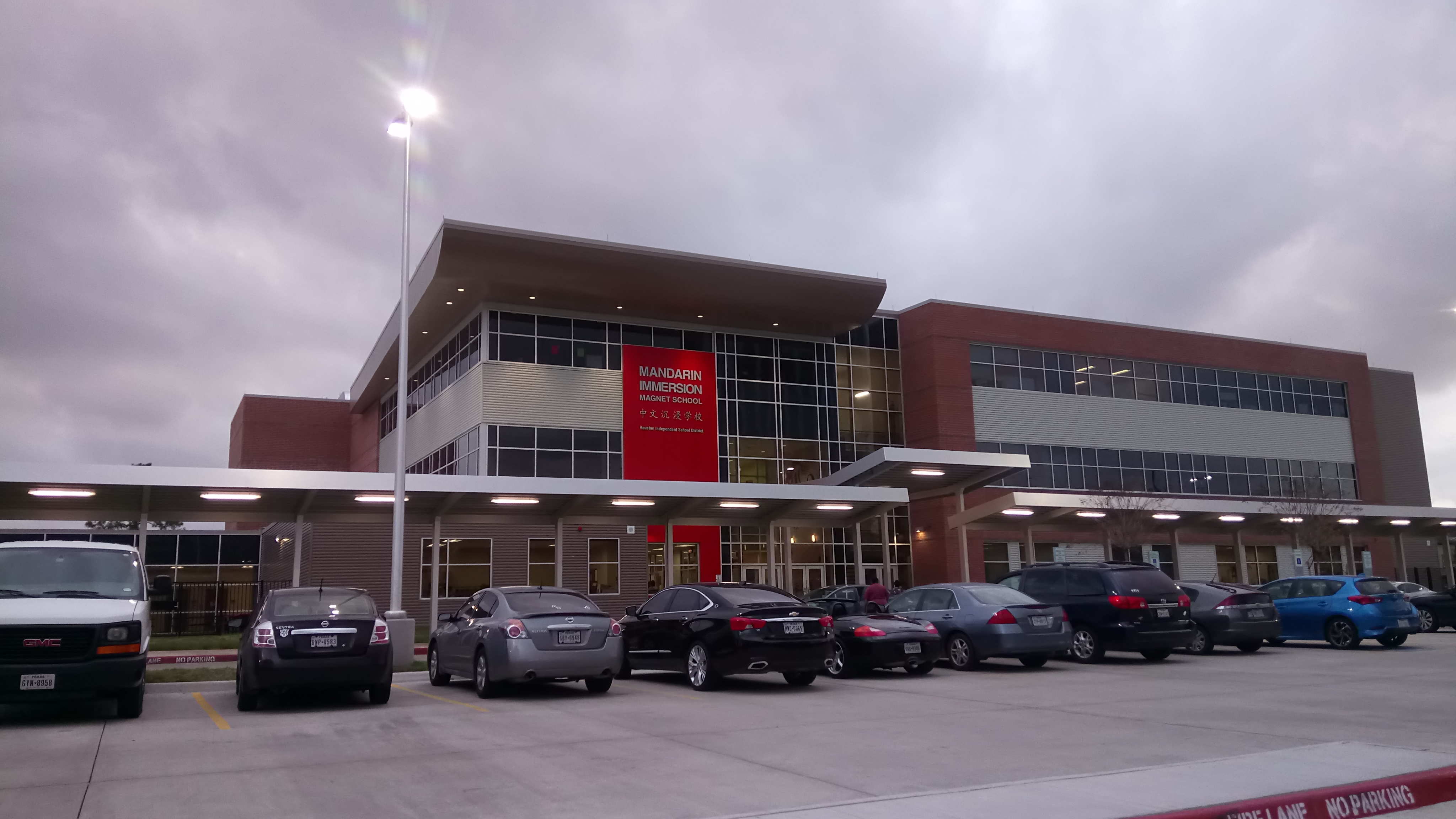
中文沉浸学校

- 中文沉浸学校 (Mandarin Immersion Magnet School)